# În palme
„În palme” este un cântec al cântăreței de origine moldovenească Irina Rimes. Melodia a fost creată de Irina alături de Alex Cotoi și Denis Roabeș. Piesa a fost lansată împreună cu un videoclip pe 5 septembrie 2019 și urmează să fie inclus pe cel de-al treilea album de studio al interpretei. Cântecul a urcat până pe locul 15 în clasamentele oficiale din România.

## Clasamente
| Țară (clasament)    | Poziția maximă | Referință |
| ------------------- | -------------- | --------- |
| Airplay Top 100     | 15             | [ 1 ]     |
| MediaForest (radio) | 3              | [ 2 ]     |
| MediaForest (TV)    | 9              | [ 2 ]     |